# الملعب المركزي (يكاترينبورغ)
الملعب المركزي (بالروسية: Центральный стадион) هو ملعب كرة قدم متعدد الأغراض يقع في ييكاتيرينبرغ، روسيا، يتسع لـ 27,000 متفرج. كان أحد الملاعب التي استضافت كأس العالم لكرة القدم 2018.

## التاريخ
بدأ بناء الملعب في 1957.

## أهم الأحداث التي استضافها
- كأس العالم لكرة القدم 2018